# Serge Franklin
Serge Franklin, né le 5 décembre 1942 à Montluçon (Allier), est un sitariste et compositeur français.

## Biographie
L'itinéraire artistique de Serge Franklin débute dans les années 60 en tant qu'auteur-compositeur-interprète. Il publie plusieurs super 45 tours sous son nom. Il devient très rapidement musicien de studio en tant que sitariste et accompagne les chanteurs Gilles Vigneault et Georges Moustaki au théâtre de Bobino à Paris, respectivement en 1966 et en 1969.
Sa route se poursuit jusqu'en Inde en 1970, où il perfectionne sa maîtrise du Sitar. Amoureux des instruments à cordes primitifs, il s'imprègne de la musique orientale, africaine et brésilienne 
Puis, pendant huit ans, il compose de la musique de scène, en particulier pour la compagnie théâtre Jean-Vilar, dont Alexandre Arcady est le directeur puis pour la compagnie Renaud-Barrault: "Harold et Maude, Le Suicidaire, Christophe Colomb"
Serge Franklin s'oriente ensuite vers la musique de films en collaborant aux cinq premiers films d'Arcady (Le Coup de sirocco, Le Grand Pardon, Le Grand Carnaval, Hold-up et Dernier Été à Tanger), qui le font connaître du grand public.
Par la suite, il travaille essentiellement pour la télévision, collaborant régulièrement avec les mêmes réalisateurs : Patrick Jamain, Philippe Monnier, Pierre Koralnik, Jacques Renard, Pierre Lary et Joël Santoni. Depuis 2000, il a pris la suite de Jean-Marie Sénia puis d'Angélique Nachon et Jean-Claude Nachon sur la série Une famille formidable.

## Filmographie

### Cinéma
- 1979 : Le Coup de sirocco, d'Alexandre Arcady
- 1980 : La légion saute sur Kolwezi, de Raoul Coutard
- 1982 : Le Grand Pardon, d'Alexandre Arcady
- 1983 : Le Grand Carnaval, d'Alexandre Arcady
- 1984 : Côté cœur, côté jardin de Bertrand Van Effenterre
- 1985 : Hold-up, d'Alexandre Arcady
- 1985 : Le Voyage à Paimpol, de John Berry
- 1986 : Dernier Été à Tanger, d'Alexandre Arcady
- 1987 : Châteauroux district, de Philippe Charigot
- 1988 : Les Guérisseurs, de Sidiki Bakaba
- 1991 : Quelque part vers Conakry, de Françoise Ebrard
- 1993 : Tout le monde n'a pas eu la chance d'avoir des parents communistes, de Jean-Jacques Zilbermann
- 1995 : Le Nez au vent, de Dominique Guerrier
- 2005 : Un Truc dans le Genre, d'Alexandre Ciolek

### Télévision
- 1978 : Thomas Guérin... retraité, de Patrick Jamain (TV)
- 1980 : Façades, de Jacques Robin (TV)
- 1980 : Le Mandarin, de Patrick Jamain (TV)
- 1981 : Zadig ou la Destinée, de Jean-Paul Carrère (TV)
- 1982 : Le Journal d'une femme de chambre, de Jean-Marie Coldefy (TV)
- 1982 : L'Ami(e) étranger, de Patrick Jamain (TV)
- 1983 : Mariage blues, de Patrick Jamain (TV)
- 1984 : Des grives aux loups, de Philippe Monnier (TV)
- 1984 : Le Rapt, de Pierre Koralnik (TV)
- 1984 : Aveugle, que veux-tu ? de  Juan Luis Buñuel
- 1984 : Noces de soufre de Raymond Vouillamoz
- 1985 : Le Rire de Caïn, de Marcel Moussy (TV)
- 1985 : Enquête sur une parole donnée : La lettre perdue, de Pierre Koralnik (TV)
- 1986 : Azizah, la fille du fleuve, de Patrick Jamain (TV)
- 1987 : Deux de conduite, de François Dupont-Midi (TV)
- 1988 : Le Grand Secret, de Jacques Trébouta (TV)
- 1989 : Bonne espérance, de Philippe Monnier (TV)
- 1990 : L'Enfant des loups, de Philippe Monnier (TV)
- 1990 : Les Enquêtes du commissaire Maigret, épisode : Maigret à New York de Stéphane Bertin (TV)
- 1991 : Le Jeu du roi, de Marc Evans (TV)
- 1991 : Le Second voyage, de Jean-Jacques Goron (TV)
- 1991 : La Vénus à Lulu, de Daniel Losset (TV)
- 1992 : Le Fauteuil magique, d'André Valardy (TV)
- 1992 : Princesse Alexandra, de Denis Amar (TV)
- 1992 : La Cavalière, de Philippe Monnier (TV)
- 1993 : Le Chasseur de la nuit, de Jacques Renard (TV)
- 1993 : Monsieur Ripois, de Luc Béraud (TV)
- 1993 : Des héros ordinaires : Les saigneurs, de Yvan Butler (TV)
- 1993 : Le frère trahi de Philippe Monnier (TV)
- 1993 : La Dame de Lieudit, de Philippe Monnier (TV)
- 1993 : Couchettes express, de Luc Béraud (TV)
- 1993 : Laura, de Jeannot Szwarc (TV)
- 1994 : Jalna, de Philippe Monnier (TV)
- 1994 : Passé sous silence, de Igaal Niddam (TV)
- 1994 : L'Île aux mômes, de Caroline Huppert (TV)
- 1995 : Une petite fille particulière, de Jean-Pierre Prévost (TV)
- 1995 : Terrain glissant, de Joyce Buñuel (TV)
- 1995 : La Veuve de l'architecte, de Philippe Monnier (TV)
- 1995 : Une Femme dans la tempête, de Bertrand Van Effenterre (TV)
- 1995 : Sandra, princesse rebelle, de Didier Albert (TV)
- 1995 : L'Année du certif, de Jacques Renard (TV)
- 1996 : Noces cruelles, de Bertrand Van Effenterre (TV)
- 1996 : Le siècle des hommes (générique de la série documentaire dans sa version 1996,7,8) (TV)
- 1996 : Barrage sur l'Orénoque, de Juan Luis Buñuel (TV)
- 1996 : Crédit-Bonheur, de Luc Béraud (TV)
- 1996 : La Ferme du crocodile, de Didier Albert (TV)
- 1997 : Le rideau de feu, de Igaal Niddam (TV)
- 1997 : La Légende du cavalier fantôme (sv) (A Legend to Ride), de Titta Karakorpi (TV)
- 1997 : Cassidi et Cassidi, épisode 1 : Le Prix de la liberté, de Joël Santoni (TV)
- 1997 : Une femme d'action, de Didier Albert (TV)
- 1997 : Une mère comme on n'en fait plus, de Jacques Renard (TV)
- 1997 : Clara et son Juge, de Joël Santoni (TV)
- 1997 : Ni vue ni connue, de Pierre Lary (TV)
- 1997 : Cassidi et Cassidi, épisode 2 : Le Démon de midi, de Joël Santoni (TV)
- 1998 : Papa est monté au ciel, de Jacques Renard (TV)
- 1998 : Maintenant et pour toujours, de Joël Santoni (TV)
- 1999 : Le portrait, de Pierre Lary (TV)
- 1999 : Trois saisons, d'Edwin Baily (TV)
- 2000 : Les Jours heureux, de Luc Béraud (TV)
- 2000 : La Canne de mon Père, de Jacques Renard (TV)
- 2000 : La Banquise, de Pierre Lary (TV)
- 2000 - 2011 : Une famille formidable, de Joël Santoni (TV)
- 2001 : Le Prix de la vérité, de Joël Santoni (TV)
- 2001 : L'Année des grandes filles, de Jacques Renard (TV)
- 2002 : Das letzte Versteck, de Pierre Koralnik (TV)
- 2002 : Une famille à tout prix, de Jacques Renard (TV)
- 2003 : Les Enfants du miracle, de Sébastien Grall (TV)
- 2004 : Les Copains d'abord, de Joël Santoni (TV)
- 2005 : Au bout du quai, de Pierre Lary (TV)
- 2005 : Les Sœurs Robin, de Jacques Renard (TV)
- 2009 : Désobéir, de Joël Santoni (TV)